# Adla (namn)
Adla är en kortform av det tyska kvinnonamnet Adelheid, sammansatt av ord som betyder ädel och ljus.
Den 31 december 2017 fanns det totalt 49 kvinnor folkbokförda i Sverige med namnet Adla, varav 40 bar det som tilltalsnamn.
Namnsdag i Sverige: saknas

Namnsdag i Finland (finlandssvenska namnlängden): saknas